# Anastasios Andreou
Anastasios Andreou (en griego: Αναστάσιος Ανδρέου; 1877 - 1947) fue un atleta griego, que compitió en los Juegos Olímpicos de Atenas 1896, proveniente de Chipre.
Nació en la ciudad de Limassol en 1877. Estudió en la Escuela Griega de Limassol, donde fue campeón de atletismo en múltiple ocasiones.
En 1896, participó en los juegos Panchipriota, ganando las competencias de 100 metros llanos y 110 metros con vallas. Representó a Chipre en los primeros juegos Panhelénicos en los 110 metros con vallas. Su éxito en estos juegos, y su participación en los Juegos Olímpicos de Atenas dieron prestigio al deporte chipriota.
Fue voluntario en el ejército griego, durante la Guerra greco-turca en 1897, peleando en Domokon Derven, Phoulnea y Farsalia.
Se casó con Penelope Eraclidou, con quien tuvo tres hijos. Murió en 1947.
- Datos: Q486782